# Uganda en los Juegos Paralímpicos de Tokio 2020
Uganda estuvo representada en los Juegos Paralímpicos de Tokio 2020 por cuatro deportistas, tres mujeres y un hombre.

## Medallistas
El equipo paralímpico ugandés obtuvo las siguientes medallas:
| Nombre      | Deporte   | Evento               |
| ----------- | --------- | -------------------- |
| Oro         |           |                      |
| —           |           |                      |
| Plata       |           |                      |
| —           |           |                      |
| Bronce      |           |                      |
| David Emong | Atletismo | 1500 m T46 masculino |